# Monumento al Milite Ignoto (Belgrado)

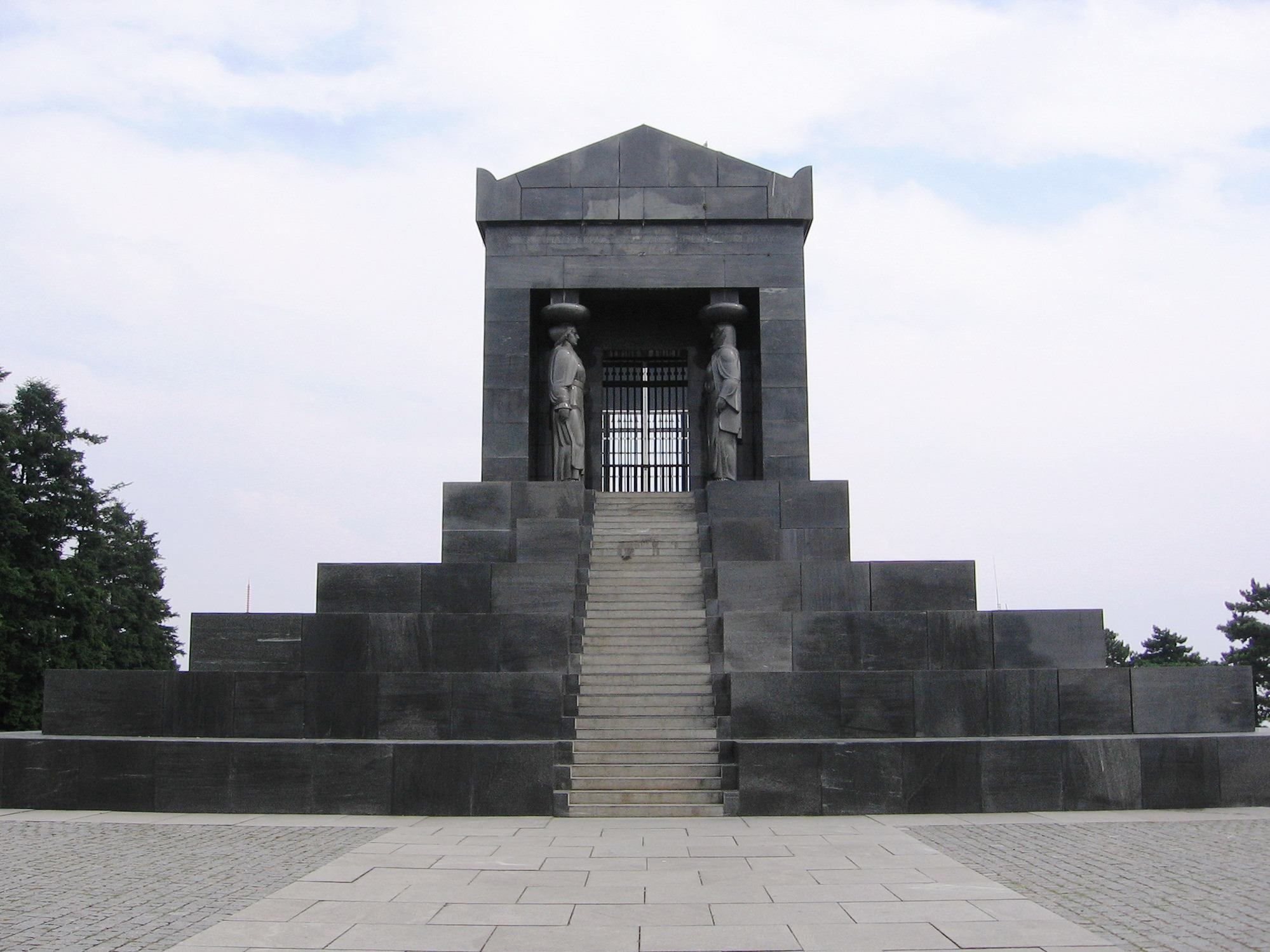
Monumento all'Eroe sconosciuto

Il monumento al Milite ignoto (in serbo Споменик Незнаном јунаку?, Spomenik Neznanom junaku, letteralmente "monumento all'eroe sconosciuto") è un monumento funebre commemorativo che si trova nella città di Belgrado, capitale della Serbia.

## Ubicazione
Il monumento si trova alla sommità del monte Avala, a 18 chilometri a sud-est dal centro di Belgrado, nella municipalità di Voždovac.

## Descrizione

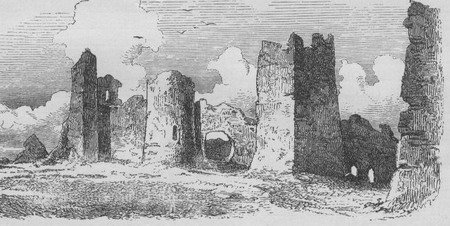
Rovine di Žrnov

La costruzione del complesso monumentale fu voluta dal re Alessandro I di Jugoslavia che intendeva commemorare i caduti nella prima guerra mondiale. Fu eretto tra il 1934 e il 1938 sulla cima del rilievo più alto della capitale, il monte Avala che viene anche chiamato "la montagna di Belgrado", sulle rovine dell'antica cittadella fortificata di Žrnov, che furono rase al suolo.
L'edificio, opera dello scultore croato Ivan Meštrović è in stile neoclassico, completamente realizzato in granito nero di Jablanica. Consiste in un alto basamento a gradoni al di sopra del quale si appoggia una struttura a forma di tempio greco al quale si accede attraverso una lunga scalinata. Il tempio è ornato da otto cariatidi che raffigurano le madri in lutto dei soldati morti in guerra; ognuna delle madri rappresenta un'etnia del Regno di Jugoslavia. Per la sua costruzione, Meštrović ha preso a modello la tomba di Ciro II di Persia a Pasargade.
L'unica scritta che appare sul monumento sono le date "1912-1918" per includere nel ricordo anche i caduti delle Guerre balcaniche combattute tra il 1912 e il 1913.
In occasione della festa nazionale del 15 febbraio il presidente della Serbia fa visita al monumento per commemorare i caduti di tutte le guerre.